# Moimenta (Vinhais)
Moimenta é uma aldeia portuguesa que foi sede da extinta Freguesia de Moimenta do Município de Vinhais, freguesia que tinha uma área de 17,35 km² e 168 habitantes (2011), e, por isso, uma densidade populacional de 9,7 hab/km².
A Freguesia de Moimenta foi extinta (agregada), a partir de 29 de Setembro de 2014, tendo o seu território passado a fazer parte integrante da então criada União de Freguesias de Moimenta e Montouto.
A sede da freguesia era a sua única povoação.
Nesta antiga freguesia situa-se um dos contrafortes da Fraga dos Três Reinos, que outrora marcava a fronteira entre os Reinos de Portugal, de Leão e da Galiza.

## População
| População da Freguesia de Moimenta | População da Freguesia de Moimenta | População da Freguesia de Moimenta | População da Freguesia de Moimenta | População da Freguesia de Moimenta | População da Freguesia de Moimenta | População da Freguesia de Moimenta | População da Freguesia de Moimenta | População da Freguesia de Moimenta | População da Freguesia de Moimenta | População da Freguesia de Moimenta | População da Freguesia de Moimenta | População da Freguesia de Moimenta | População da Freguesia de Moimenta | População da Freguesia de Moimenta |
| ---------------------------------- | ---------------------------------- | ---------------------------------- | ---------------------------------- | ---------------------------------- | ---------------------------------- | ---------------------------------- | ---------------------------------- | ---------------------------------- | ---------------------------------- | ---------------------------------- | ---------------------------------- | ---------------------------------- | ---------------------------------- | ---------------------------------- |
| 1864                               | 1878                               | 1890                               | 1900                               | 1911                               | 1920                               | 1930                               | 1940                               | 1950                               | 1960                               | 1970                               | 1981                               | 1991                               | 2001                               | 2011                               |
| 608                                | 562                                | 554                                | 500                                | 520                                | 502                                | 476                                | 565                                | 544                                | 641                                | 383                                | 293                                | 249                                | 184                                | 168                                |

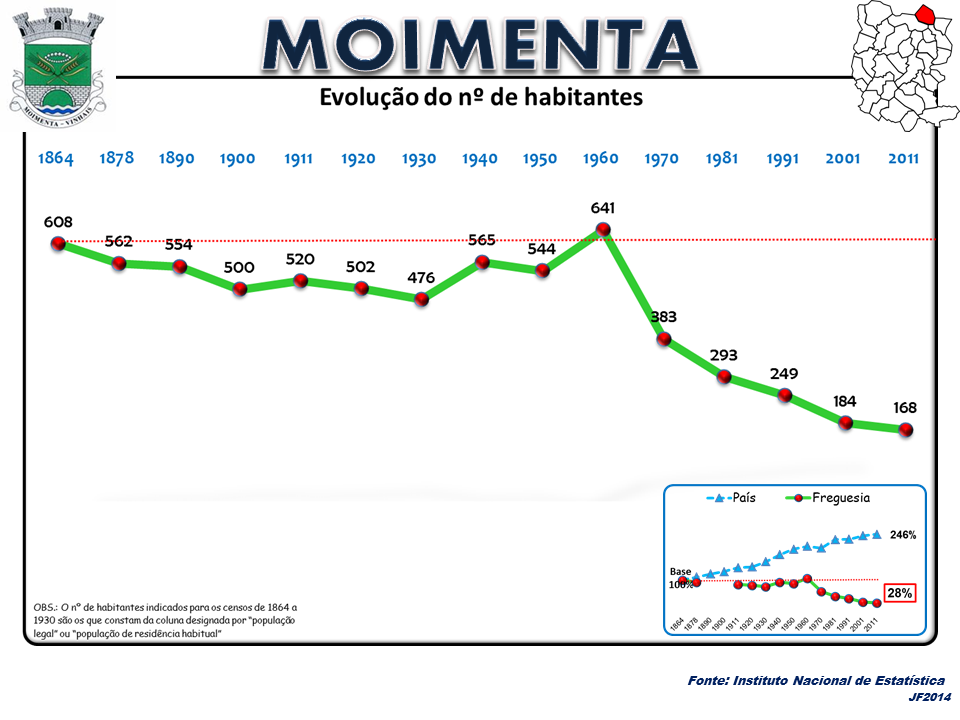
Evolução da População 1864 / 2011
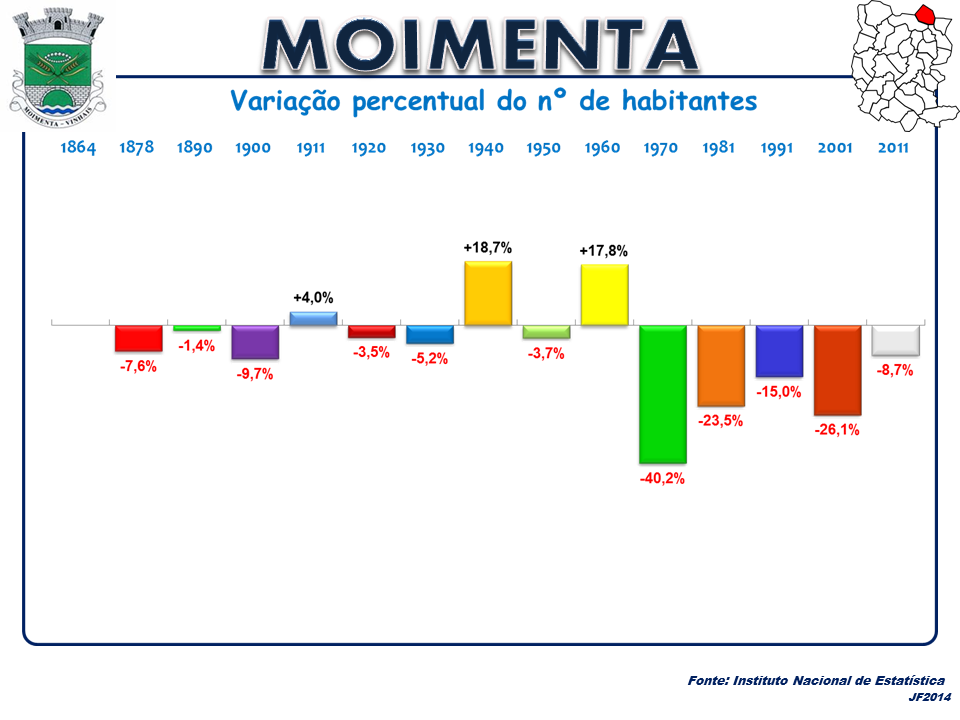
Variação da População 1864 / 2011
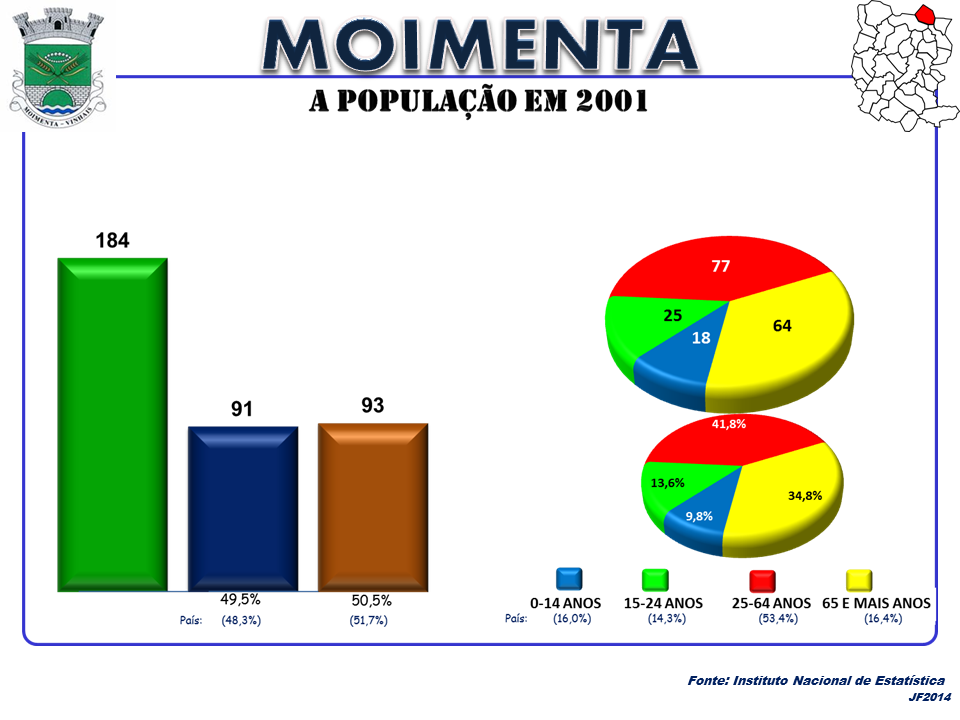
A População em 2001
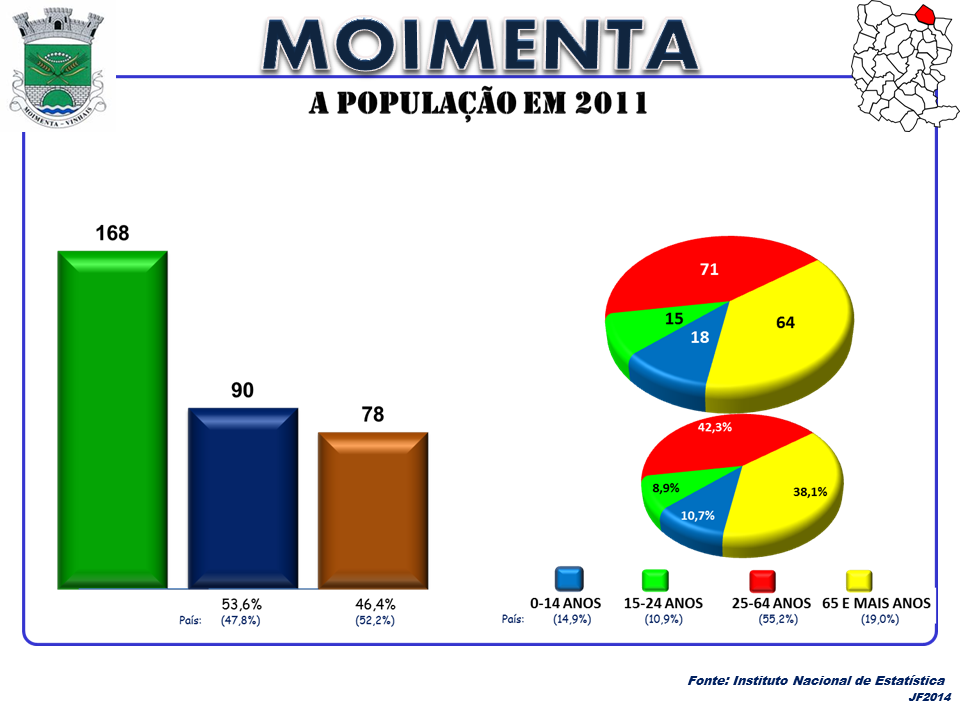
A População em 2011

## Património
- Igreja de São Pedro ou Igreja Matriz de Moimenta.